# Netřeb (přírodní rezervace)
Netřeb je přírodní rezervace poblíž obce Kanice v okrese Domažlice. Oblast spravuje Agentura ochrany přírody a krajiny ČR. Důvodem ochrany jsou staré tisy ve smrkovém porostu okolo zříceniny hradu Netřeb. Chráněné území měří 13,1336 hektarů a nachází se v nadmořské výšce 510–614 metrů.

## Galerie

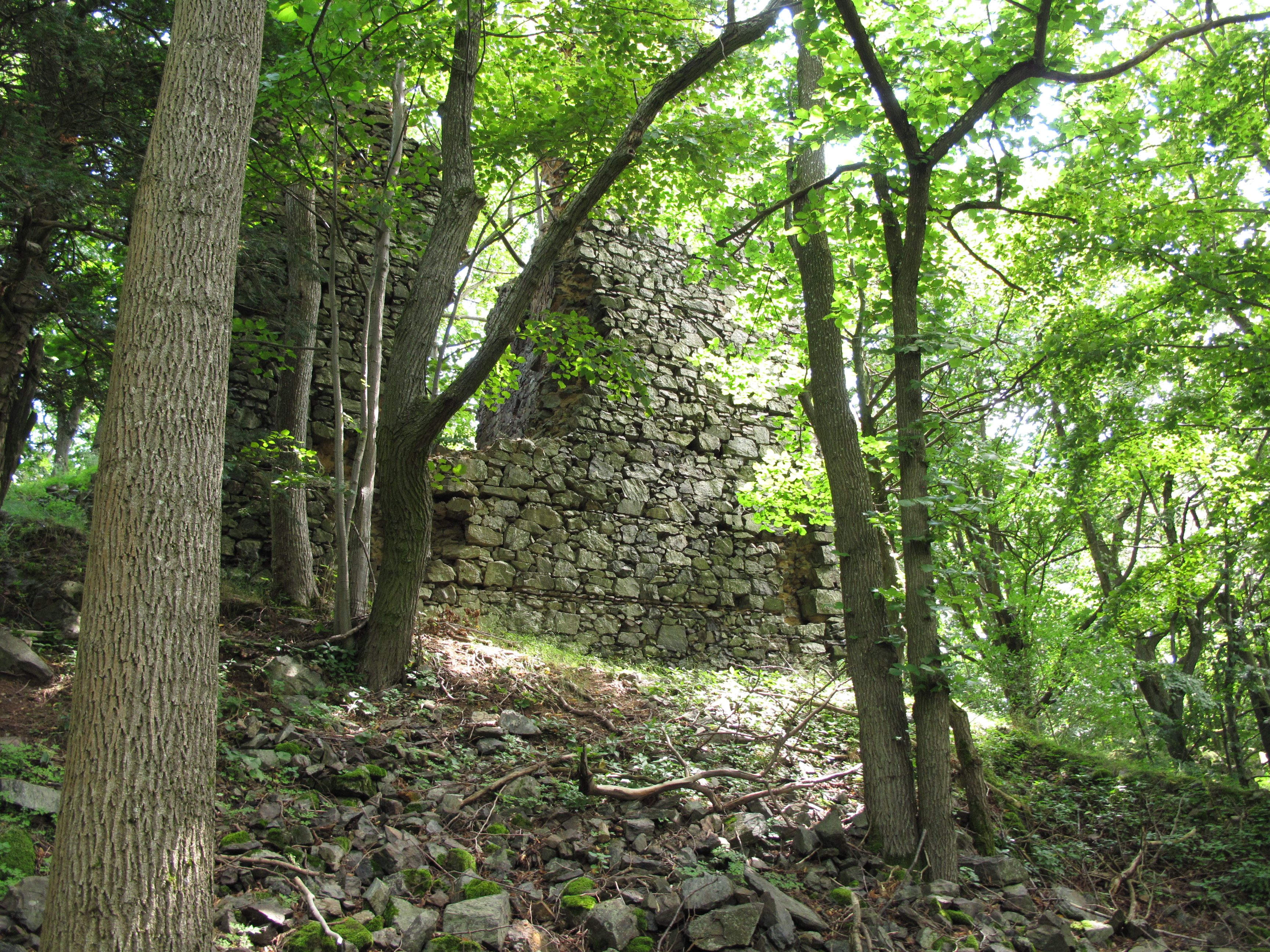
Zbytky hradu Netřeb
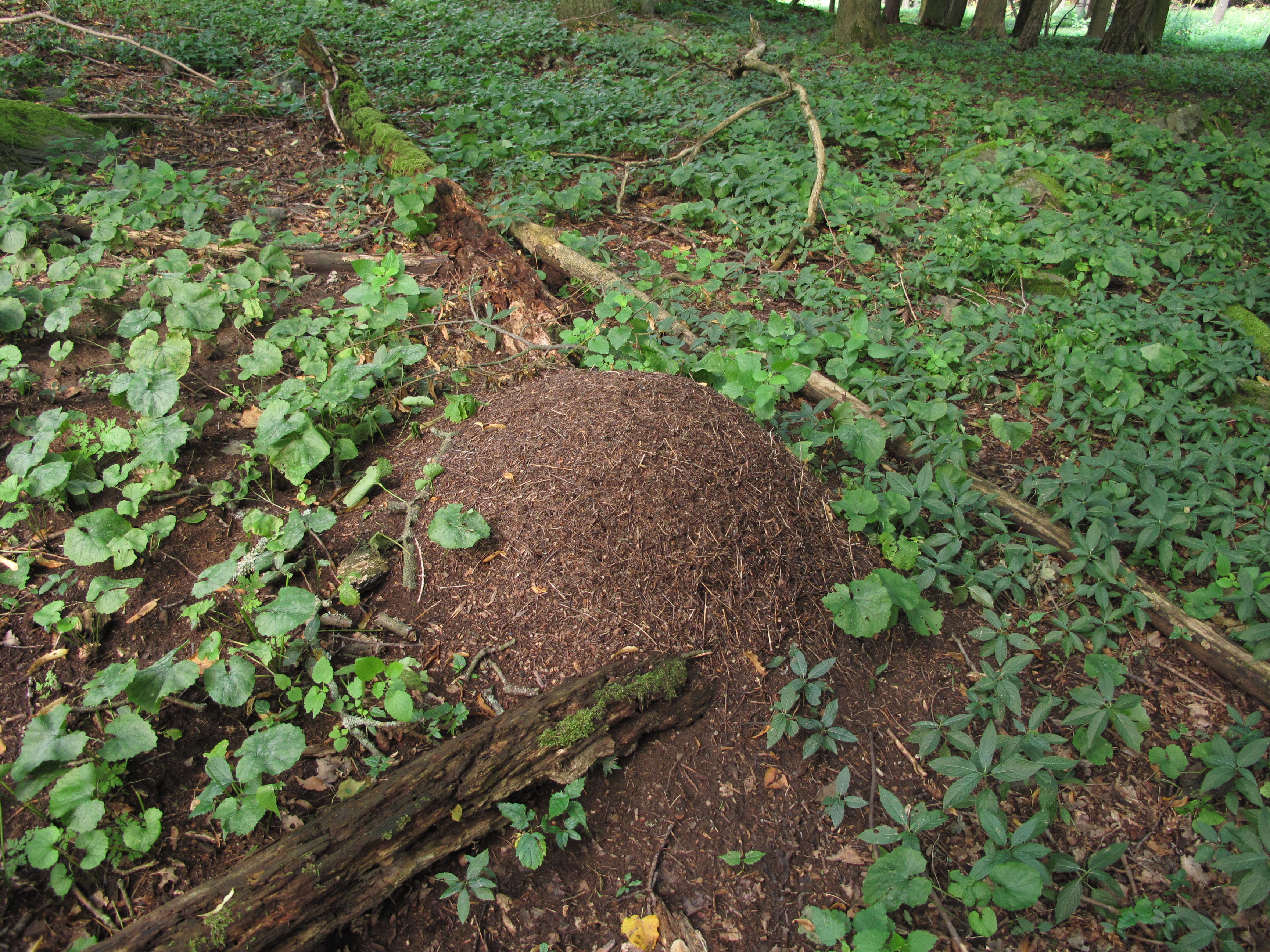
Mraveniště
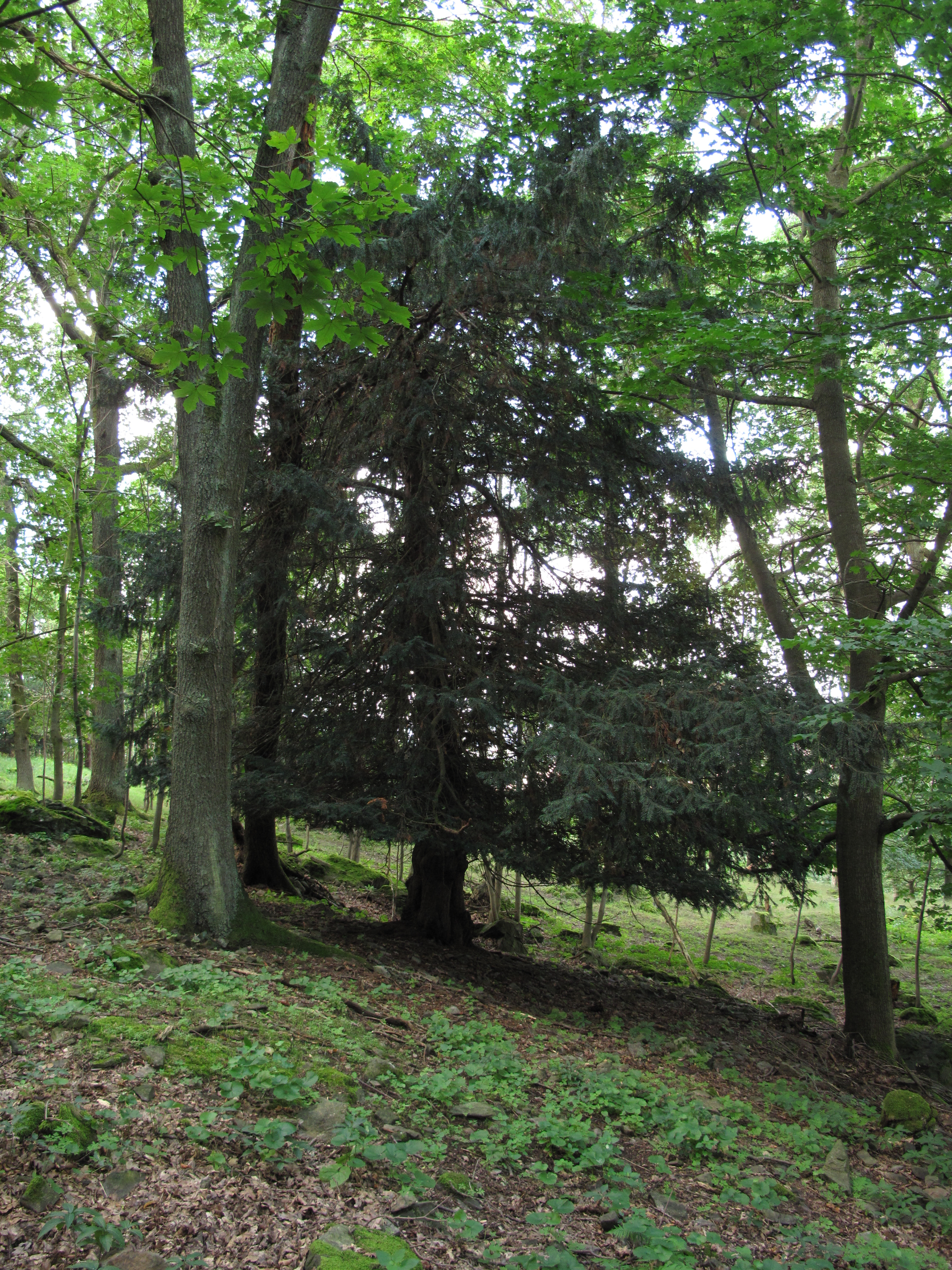
Tis